# Визволений світ

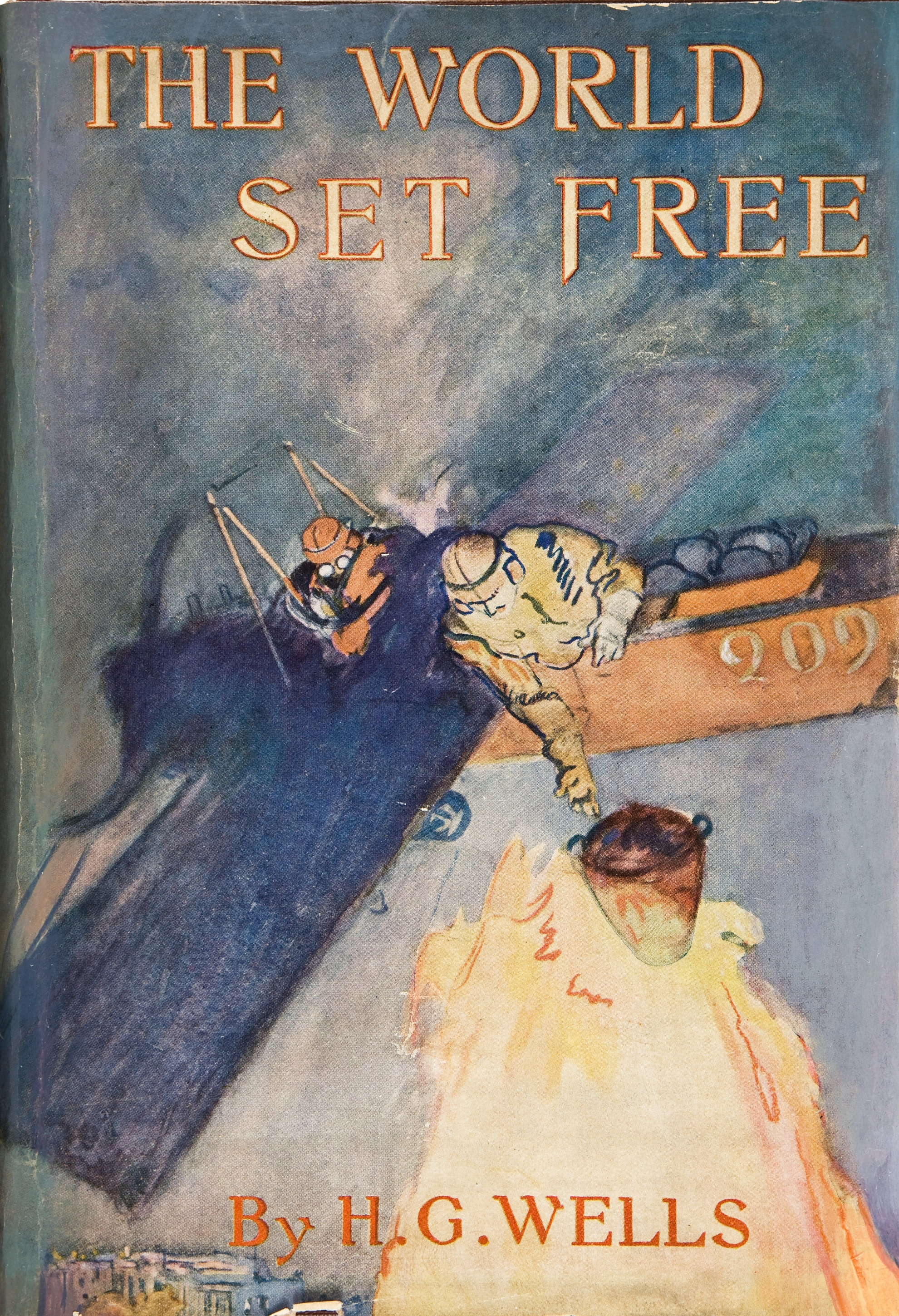
Обкладинка видання 1914 р.

«Визволений світ» (англ. The World Set Free) — роман англійського письменника Герберта Велза, написаний у 1914 році.
Книга описує суспільні проблеми, що настають з поширенням ядерної енергетики. Людство використовує винахід портативних джерел енергії для війни, в чому Велз передбачає появу ядерної зброї. Також автор описує утопічний лад майбутнього суспільства, що настає після спустошливої світової війни.

## Зміст
Винахідник Голстен у 1933 розробляє двигун, який працює на радіоактивних елементах. Спершу винахід застосовується для перетворень хімічних елементів, зокрема кобальту на золото. Та пізніше двигун завойовує застосування за прямими призначенням — для руху транспорту та різноманітних промислових машин. Теплові електростанції закриваються, видобуток вугілля як палива стає нерентабельним. Це спричиняє масові звільнення техніків і шахтарів, починаються бунти. Багаті ще більше збагачуються завдяки винаходу, а бідні ще біднішають.
Відкриття елемента каролінума відкриває потужніше джерело енергії, ніж будь-яке відоме досі. Його малий період напіврозпаду робить каролінум чудовим для використання у війні. Бомби з нього прості в конструкції та вибухають з величезною силою. В 1950-і починається перерозподіл світу, що завершується до 1959 зруйнуванням більшості великих міст ядерними бомбами.
Французький посол Леблан скликає світових лідерів у Бріссагто, де пропонує створити нову світову державу. Цьому намагається завадити сербський король, але марно. Виникає Світова Республіка — спершу як формальна організація для відновлення світу. Вона відбудовує міста за новими планами, аби уникати хаотичної забудови та відокремлення багатих від бідних. Літаки й автомобілі з ядерними двигунами полегшують відродження цивілізації завдяки дешевизні та простоті обслуговування. Ферми та поля замінюють в 1975 «громадські сади», що виробляють сировину для синтезування будь-якої їжі. Також змінюється освіта для виховання наступних поколінь вільними від упереджень.
Наприкінці роману політик Маркус Каренін роздумує про зміни в світі й те, що знання та силу людині не можна розвивати, не розвиваючи гуманізму.